# Kilham (Northumberland)
Kilham – osada i civil parish w Anglii, w hrabstwie Northumberland. W 2001 civil parish liczyła 131 mieszkańców.